# Alcoholdehydrogenase
Alcoholdehydrogenase (ADH) is een groep enzymen die in veel verschillende organismen voorkomen en deel uitmaken van de afbraakketen van alcohol. ADH katalyseert de reactie van alcohol in acetaldehyde of ketonen, een tussenproduct dat vervolgens verder wordt afgebroken tot azijnzuur en uiteindelijk wordt gebruikt voor energieproductie of uitgescheiden. Bij mensen bevindt ADH zich in de cellen van de maag en de lever. De volgende reactie vindt dan plaats:
{\displaystyle {\ce {CH3CH2OH + NAD+ -> CH3CHO + NADH + H+}}}
Deze reactie zorgt dat het mogelijk is om alcohol (ethanol) te drinken zonder dood te gaan aan vergiftiging. Het enzym kan echter ook reageren met andere alcoholen, zoals methanol. Dit levert dan het giftige formaldehyde op, wat ook de reden is waarom het nuttigen van methanol zeer gevaarlijk is.
Bij schimmels en bacteriën verloopt de reactie juist omgekeerd, en worden alcoholen gemaakt. Pyruvaat uit de glycolyse wordt dan omgezet in ethanal en koolstofdioxide, waarna ADH de ethanal reduceert tot ethanol. ADH kan ook reacties van langere alcoholen katalyseren, zoals 1-propanol, isobutanol en isopropanol, maar dat gaat dan wel aanzienlijk langzamer dan bij ethanol.

## Evolutie
De evolutie van alcoholdehydrogenase (ADH) begon waarschijnlijk met een voorouderlijk enzym dat niet primair gericht was op de afbraak van alcohol. Vergelijkingen tussen verschillende organismen tonen aan dat ADH is ontstaan uit een formaldehyde-dehydrogenase. Dit enzym kon formaldehyde afbreken, een stof die zowel in het lichaam zelf als uit de omgeving kan ontstaan. Door genduplicaties en daaropvolgende mutaties evolueerden vanuit deze oorspronkelijke enzymen meerdere gespecialiseerde vormen van alcoholdehydrogenase.
Het vermogen van organismen om ethanol uit suiker te produceren (de basis voor de productie van alcoholische dranken) is vermoedelijk voor het eerst ontstaan bij gistachtige micro-organismen. Productie van alcohol bood gistcellen een evolutionair voordeel; door zodanig veel alcohol aan te maken dat het giftig werd voor andere organismen, konden gistcellen hun concurrenten uitschakelen. Omdat rijpend of rottend fruit meer dan 4% ethanol kan bevatten, hadden dieren die dit fruit aten een systeem nodig om ingenomen ethanol te kunnen afbreken.

ADH katalyseert de reactie van ethanol naar acetaldehyde en terug

Bij mensen zijn er verschillende genetische varianten van ADH ontstaan. Eén bekende variant in het ADH1B-gen zorgt ervoor dat het enzym ethanol sneller omzet, wat leidt tot een hogere concentratie van het giftige tussenproduct acetaldehyde. Dit kan een beschermende werking hebben tegen overmatig alcoholgebruik. Interessant genoeg komt deze snellere variant vaker voor in Oost-Azië, en deze verspreiding hangt mogelijk samen met de geschiedenis van rijstcultivatie en alcoholproductie in die gebieden.